# Hundre år gammal
Hundre år gammal è il quinto album dei Khold, pubblicato nel 2008.

## Tracce
1. Der kulden rår – 3:28
2. Kor – 3:31
3. Hundre år gammal – 3:29
4. Troløs – 2:39
5. Forrykt – 2:56
6. Rekviem – 4:35
7. Villfaren – 2:03
8. Sann ditt svik – 3:36
9. Mester og trell – 3:15
10. Straff – 3:17
11. Bønn – 3:35

## Formazione
- Sverre "Gard" Stokland – voce, chitarra
- Geir "Rinn" Kildahl – chitarra
- Thomas "Grimd" Arnesen – basso
- Thomas "Sarke" Berglie – batteria